# جو دون بيكر
جو دون بيكر (بالإنجليزية: Joe Don Baker)‏ مواليد 12 فبراير 1936 في تكساس، الولايات المتحدة، هو ممثل أمريكي بدأ مسيرته الفنية عام 1964.

## الأعمال
- كول هاند لوك
- اضواء النهار الحية
- العين الذهبية
- هجوم المريخ!
- الغد لا يموت
- جو القذر
- ذا دوكس اوف هازرد

## وصلات خارجية
- جو دون بيكر على موقع IMDb (الإنجليزية)
- جو دون بيكر على موقع الموسوعة البريطانية (الإنجليزية)
- جو دون بيكر على موقع ألو سيني (الفرنسية)
- جو دون بيكر على موقع أول موفي (الإنجليزية)
- جو دون بيكر على موقع قاعدة بيانات برودواي على الإنترنت (الإنجليزية)
- جو دون بيكر على موقع قاعدة بيانات الأفلام السويدية (السويدية)
- جو دون بيكر على موقع قاعدة بيانات الأفلام السويدية (السويدية)
- جو دون بيكر على موقع إن إن دي بي (الإنجليزية)
- جو دون بيكر على موقع قاعدة بيانات الفيلم (الإنجليزية)
- جو دون بيكر على موقع كينوبويسك (الروسية)